# Zhajin (köpinghuvudort i Kina, Jiangxi Sheng, lat 29,01, long 114,24)
Zhajin är en köpinghuvudort i Kina. Den ligger i provinsen Jiangxi, i den sydöstra delen av landet, omkring 160 kilometer väster om provinshuvudstaden Nanchang. Antalet invånare är 43 462. Befolkningen består av 22 342 kvinnor och 21 120 män. Barn under 15 år utgör 24,0 %, vuxna 15-64 år 67 %, och äldre över 65 år 8,0 %.
Runt Zhajin är det ganska tätbefolkat, med 160 invånare per kvadratkilometer. Zhajin är det största samhället i trakten. I omgivningarna runt Zhajin växer huvudsakligen savannskog.
Genomsnittlig årsnederbörd är 2 289 millimeter. Den regnigaste månaden är maj, med i genomsnitt 385 mm nederbörd, och den torraste är oktober, med 57 mm nederbörd.